# Ryōji Mano
Ryōji Mano (japanisch 真野 亮二 Mano Ryōji; * 12. Oktober 1990 in Akishima) ist ein ehemaliger japanischer Fußballspieler.

## Karriere
Mano erlernte das Fußballspielen in der Jugendmannschaft von Tokyo Verdy und der Universitätsmannschaft der Hōsei-Universität. Seinen ersten Vertrag unterschrieb er 2013 beim FC Machida Zelvia. Der Verein spielte in der dritthöchsten Liga des Landes, der Japan Football League. Für den Verein absolvierte er 14 Ligaspiele. 2014 wurde er an den Ligakonkurrenten Azul Claro Numazu ausgeliehen. Für den Verein absolvierte er 26 Ligaspiele. 2015 wechselte er zum Drittligisten Fujieda MYFC. Für den Verein absolvierte er 16 Ligaspiele. Ende 2016 beendete er seine Karriere als Fußballspieler.